# Neomalthusiaans model
Het neomalthusiaans model is ontstaan vanuit de theorie van de Britse demograaf en econoom Thomas Malthus (1766-1834). Het werd in de tweede helft van de twintigste eeuw uitgewerkt door Wilhelm Abel in Duitsland, Michael Postan in Engeland en de Fransman E. Le Roy Ladurie. De Algemene Geschiedenis der Nederlanden onder redactie van D.P. Blok e.a. uit 1983 is in belangrijke mate door dit model geïnspireerd.
In het model gaat men met betrekking tot de voor-industriële tijd uit van een voortdurende afwisseling van periodes met bevolkingsgroei en bevolkingafname. Dit demografisch proces zou bepalend zijn geweest voor de ontwikkeling van landbouw en de economie in grote delen van Europa. De bevolkingstoename stootte daarbij telkens tegen een 'plafond' dat werd gevormd door de grootte en kwaliteit van de in cultuur gebrachte gebieden, de doelmatigheid waarmee men voedsel- en andere gewassen wist te verbouwen en verdere factoren waarvan de productie afhankelijk was.
Crisis ontstond telkenmale wanneer verdere bevolkingsgroei door het 'plafond' belemmerd werd. Hongersnoden, epidemieën en landverlating leidden er dan ten slotte toe dat veel land braak kwam te liggen. Het resultaat was uiteindelijk een nieuw evenwicht op een lager niveau; vervolgens kon er een nieuwe groeifase van start gaan.
Volgens dit model waren veranderingen in de bevolkingsgrootte van sterke invloed op de loon- en prijsontwikkeling en leidden ze daardoor tot grote wijzigingen in het economisch klimaat. Belangrijke perioden van groei zijn volgens het model de hoge middeleeuwen en de periode van 1450-1650. De tijdperken 1350-1450 en 1650-1750 waren eeuwen van laagconjunctuur en crisis.